# 279년

## 연호
- 서진(西晉) 함녕(咸寧) 5년
- 오(吳) 천기(天紀) 3년

## 기년
- 서진(西晉) 무제(武帝) 15년
- 오(吳) 말제(末帝) 16년
- 신라(新羅) 미추 이사금(味鄒泥師今) 18년
- 고구려(高句麗) 서천왕(西川王) 10년
- 백제(百濟) 고이왕(古爾王) 46년

## 사건
동오 멸망 1년전